# 美濃の壺石

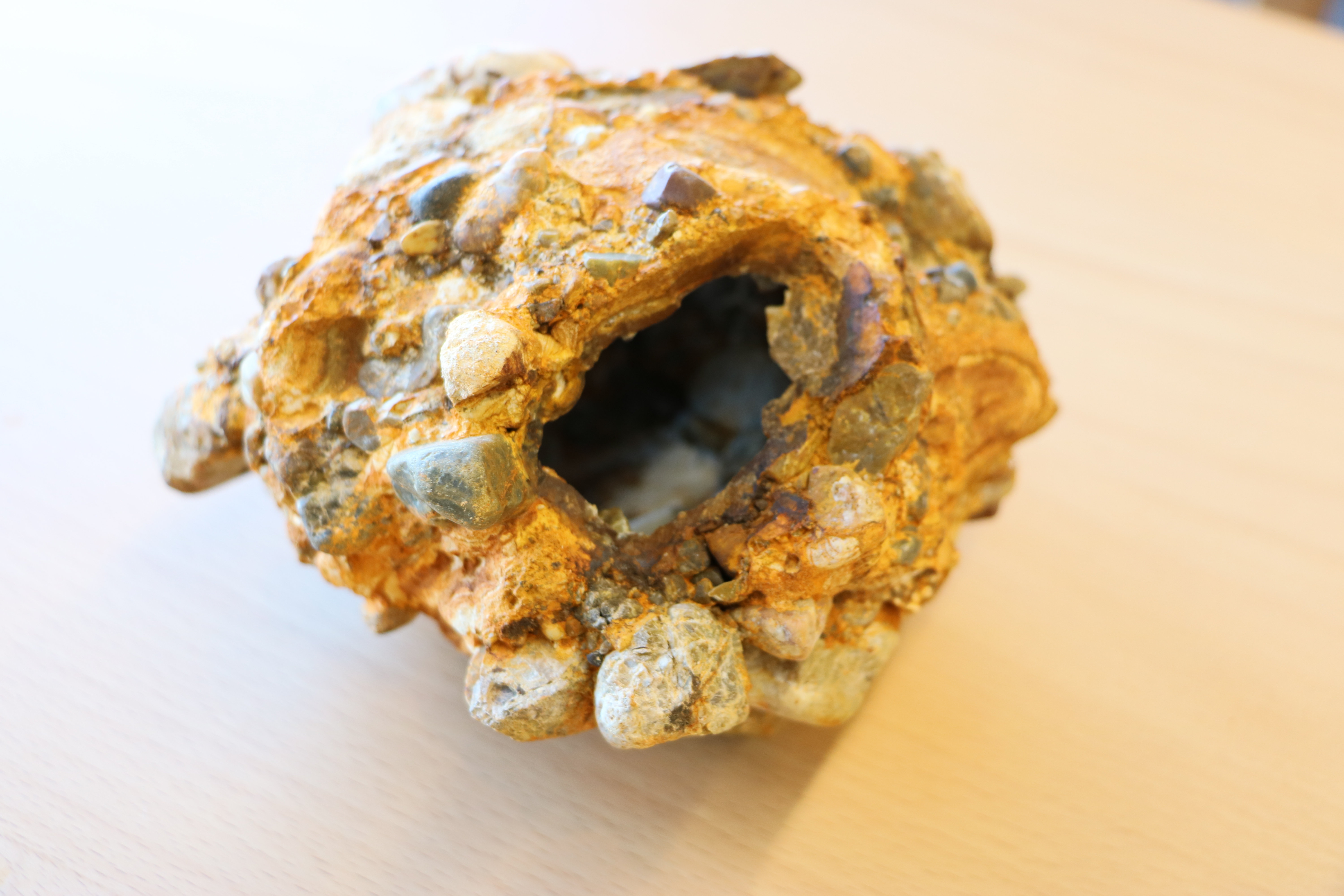
美濃の壺石。土岐市役所所有標本。2019年12月24日撮影。

美濃の壺石（みののつぼいし）とは、岐阜県土岐市南西部一帯に広がる丘陵の地中から産出する、国の天然記念物に指定された、壺に似た形状を持つ風変わりな、団塊状の石である。鉄分を含む珪質粘土と小石など複数の礫が互いに連結し球形に固まったもので、内部が空洞になっているため古くより壺石と呼ばれて珍重されてきた。壺石は土中で様々な条件がそろった場合にのみ、局所的に生成されるもので、日本国内の他所でも稀に見つかることがあるが、当地のように多量に産出することは珍しく「美濃の壺石」の名称で1934年（昭和9年）1月22日に国の天然記念物に指定された。

## 解説

### 成因

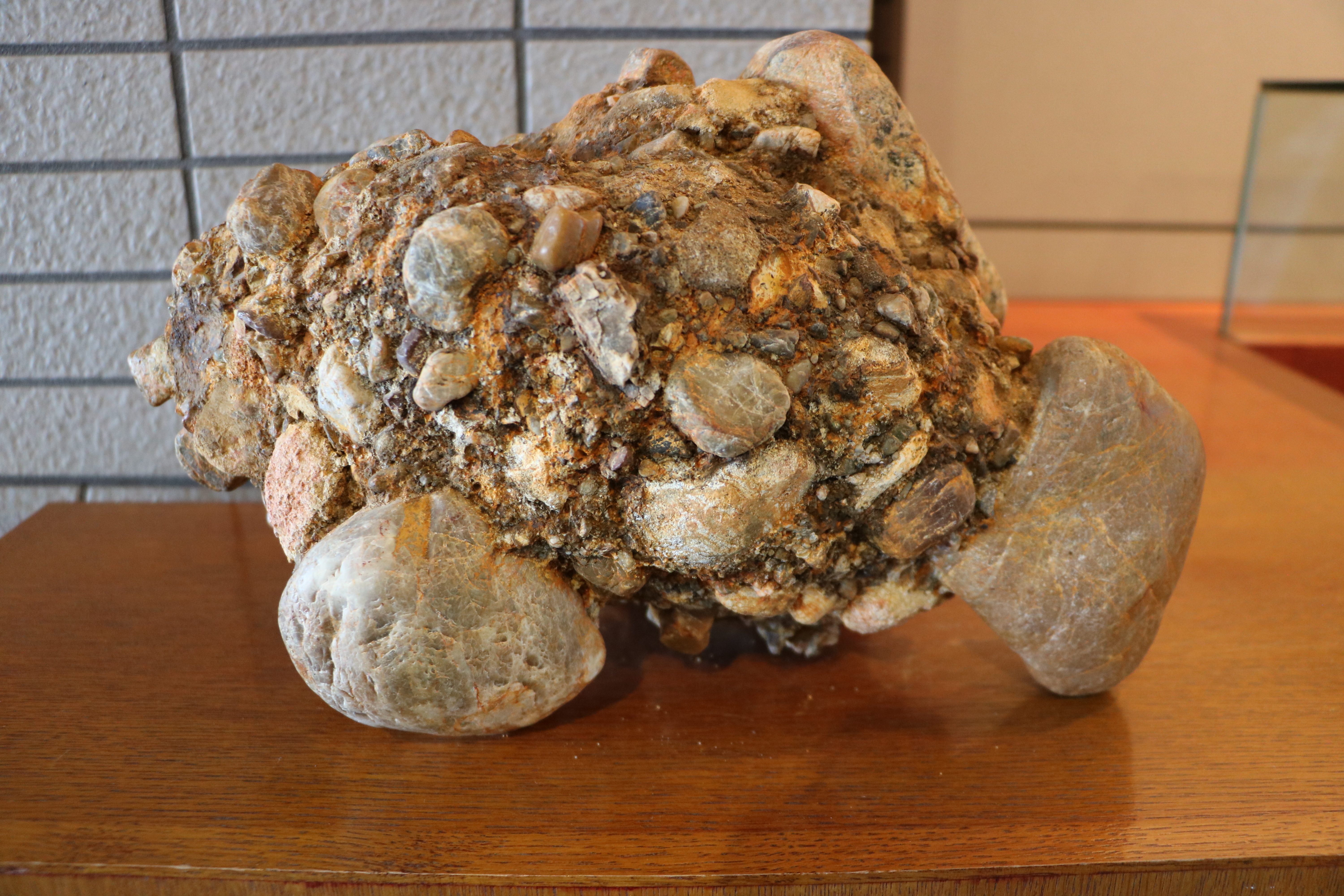
美濃の壺石。土岐市陶磁器試験場・セラテクノ土岐所有。2019年12月24日撮影。

美濃の壺石は大小さまざまな礫岩や小石が接着剤で固められたような赤褐色の塊状の石で、表面に複数の礫や小石があるため凸凹しており、大きさ形状ともに一様でないが、全体的には円形や楕円形の不規則な球形をしている。大きさは豆粒大から人間が一抱えするようなものまであるが、いずれも内部が空洞になっており、表面にある礫や小石をひとつ取り外せば、内部に詰まった砂や小石などの内容物を簡単に取り除くことができ、中身が中空になり、水を入れても漏れることがない。このように、あたかも壺のような球塊になるため、古くから「壺石」の名で呼ばれ、花を活ける一輪差しなどの花器として使用されたり、盆栽を植える植木鉢として、さらには陶磁器などの伝統工芸品のように、観賞用として床の間に飾られるなど珍重されてきた。
美濃の壺石が産出する岐阜県土岐市付近一帯の地表面に近い地質は、岐阜県東部の東濃地域から愛知県北部にかけて発達する、新第三紀鮮新世に形成された粘土層や砂礫層で覆われている。このうち粘土層は土岐市や多治見市付近に多く分布し、昔からこの地域の地場産業として盛んな美濃焼など、窯業の原材料として粘土の採掘が行われてきた。この新第三紀鮮新世の最上部を構成する礫層は土岐砂礫層と呼ばれ、美濃帯堆積岩類、濃飛流紋岩類、花崗岩類などで構成され、チャート礫以外は風化が進んでいるためスコップ等で削れるほど軟らかく、この砂や礫が混ざる土岐砂礫層の中から壺石が産出される。
壺石の成因は、地中の二酸化ケイ素(SiO2)や褐鉄鉱（リモナイト 英: limonite）の成分が地下水中に溶け出し、これらがセメント材料の役割をして礫層中の小石や礫を徐々に包み込むように膠着させ、外殻をつくりながら塊状に固まったものと考えられている。また、地質学者の須藤定久 は、この付近周辺の粘土層や礫層中に、鉄の炭酸塩鉱物(FeCO2)の一種である菱鉄鉱（シデライト 英: siderite）の団塊（ノジュール 英: nodule）がよく見られることから、弱酸性の雨水などがシデライト・ノジュールに接触して分解され、鉄分が酸化鉄となって沈着する作用が繰り返され壺石が形成されたのではないかという仮説を挙げている。こうして出来た外殻は膠（にかわ）で固めたように見え、殻の厚さは1 cm から1.5 cm ほどであるが、非常に硬いという。

### 由来と現状

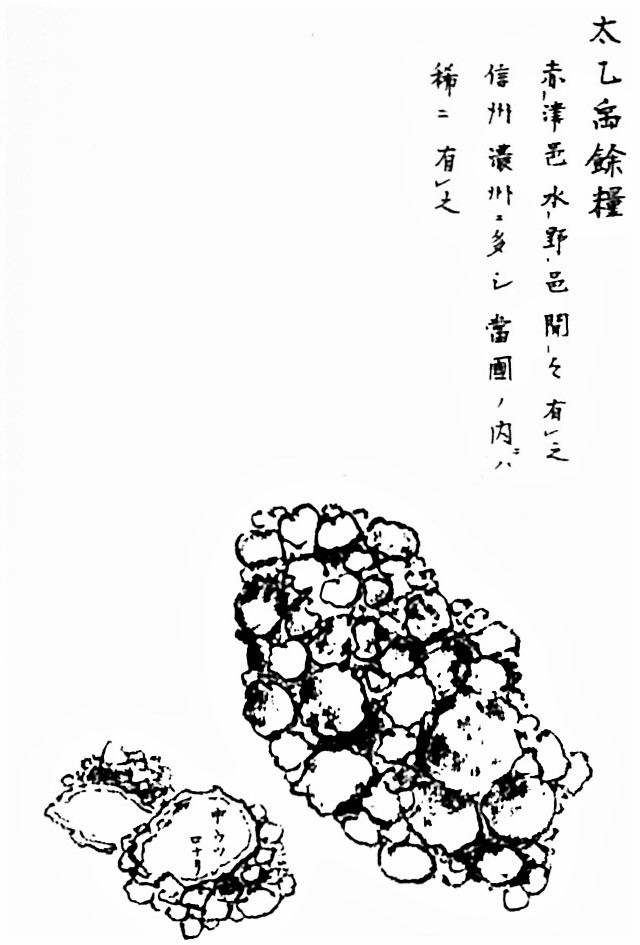
内藤東甫『張州雑志』に描かれた壺石。安永年間（1780年）頃。

壺石は鮮新世の礫層がむき出しになっている谷川の河床に流れ出たものから採集されることがあるが、土岐市南西部の土岐口地区では河床ではない土中から多くの壺石が産出することが古くから知られており、東隣の瑞浪市では空洞中に粘土塊が入っているため音を発する鳴石（なりいし）、または鈴石と呼ばれる壺石によく似た石が産出される。これらの石は江戸時代には「余糧（よりょう）」と呼ばれており、そのうち、土岐の壺石は「太一余糧（たいいつよりょう）」、瑞浪の鳴石は「禹余糧（うよりょう）」と呼んで区別され、これらの空洞中にある乾燥した白い粉状の内容物（カオリナイトまたはハロイサイドなどの粘土鉱物）は、傷薬や止血薬などの民間薬として売買されていたという。

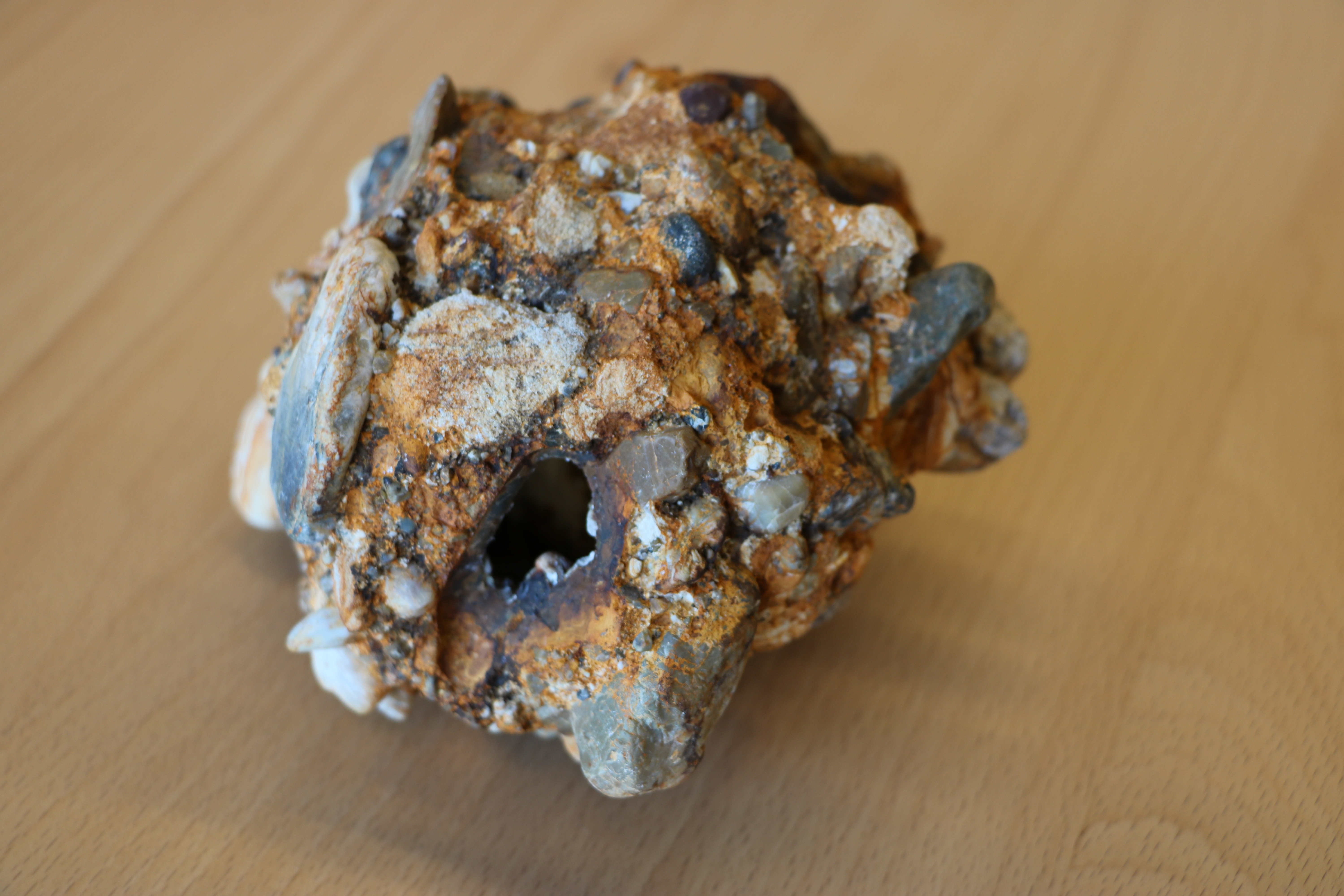
美濃の壺石。土岐市役所所有標本。2019年12月24日撮影。

江戸中期の安永年間頃、尾張藩藩士・内藤東甫により書かれた地誌、張州雑志の中にも「太乙禹余糧（たいつうよりょう）」の表題で描かれた壺石の記述がある。描かれている壺石は2つあり、「赤津邑、水野邑、間々有之（これあり）、信州濃州ニ多シ、當國ノ内ニハ稀ニ有之（これあり）」と解説されており、今日の土岐市の南西部に位置する赤津村・水野村（現瀬戸市）の所々にあって、信州や濃州に多く、当国（尾張）では稀であると記されている。また、2つ描かれた壺石の片方には割られた断面が描かれており、割られた中空の部分には「中ウツロナリ」、つまり中空であるとの説明が書き込まれている。

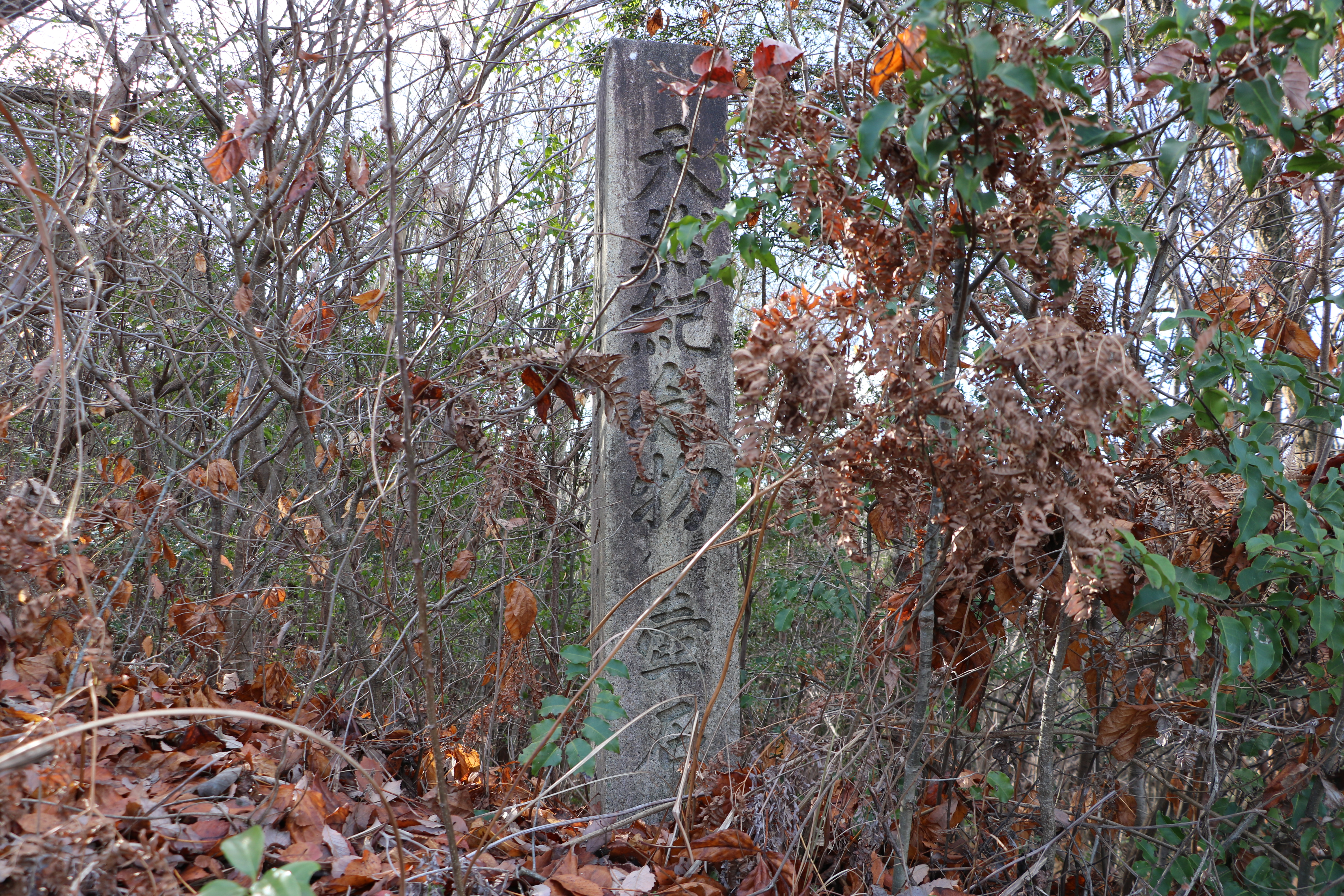
昭和11年7月に建立された天然記念物指定石碑。2019年現在、土岐プレミアム・アウトレット南側交差点脇の藪の中に移設されている。2019年12月24日撮影。

いずれにしても壺石の産出地は限られており、この地域のように多量に産出することは珍しいため、史蹟名勝天然紀念物保存法により、1934年（昭和9年）1月22日に国の天然記念物に指定された。指定範囲は今日の国道19号神明峠から南南東方向の旧土岐郡土岐津町へ広がる丘陵地帯であるが、周辺一帯は新興住宅地の開発や、2005年には土岐プレミアム・アウトレットが開業するなど大規模な土地開発が行われている。天然記念物の指定は壺石個体への指定ではなく産地の指定であり、指定エリア以外の場所から産出した壺石は、一部の水石愛好家らの間で流通しているが、天然記念物指定エリア内での壺石の採集や土地改変は文化財保護法により禁じられている。
今日では壺石を見つけることは難しいが、周辺一帯の造成地などでは鮮新世に形成された土岐砂礫層の赤茶けた露頭があり、礫や砂が膠着した陶器のような壺石の破片（鬼板と呼ばれる）が見つけられる。礫や砂が外殻に付着した様子は、地面に落としたガムのように見え、鉄分が多いため赤褐色を帯びており、叩くと金属音がするという。
天然記念物に指定された美濃の壺石は地中にあるため、指定地では見ることが出来ず、土岐プレミアム・アウトレット南側の岐阜県道382号土岐南多治見インター線交差点脇の藪の中に天然記念物指定の石碑があるだけである。美濃の壺石の実物は土岐市役所、土岐市立陶磁器試験場「セラテクノ土岐」などが保有管理しており、展示期間中は見学することができる。

## 交通アクセス
所在地
- 岐阜県土岐市土岐津町土岐口西山[4]。

交通
- 東海環状自動車道土岐南多治見インターチェンジより約5分。